# Sabungan Nihuta IV
Sabungan Nihuta IV is een bestuurslaag in het regentschap Tapanuli Utara van de provincie Noord-Sumatra, Indonesië. Sabungan Nihuta IV telt 943 inwoners (volkstelling 2010).